# توافق ۱۷ مه
توافق ۱۷ مه (انگلیسی: May 17 Agreement) در سال ۱۹۸۳ توافقی بود که بین لبنان و اسرائیل در طول جنگ داخلی لبنان در تاریخ ۱۷ می ۱۹۸۳ پس از جنگ ۱۹۸۲ لبنان و محاصره بیروت در سال ۱۹۸۲ امضا گردید. این قرارداد خواهان خروج نیروهای ارتش اسرائیل از بیروت بود و زمینه‌ساز عادی سازی روابط بین دو کشور را فراهم می‌کرد. درطول مذاکرات این قرارداد لبنان تحت اشغال ارتش دو کشور اسرائیل و سوریه بود.